# 墨田区立隅田小学校
墨田区立隅田小学校（すみだくりつ すみだしょうがっこう）は、東京都墨田区墨田4丁目にある公立小学校。本項では、旧隅田小学校についても記載する。

## 沿革
- 1873年（明治6年） - 本校の前身となる組合立墨陀学校が多聞寺内に開校。
- 1883年（明治16年） - 公立隅田小学校として開校。
- 1888年（明治21年） - 隅田尋常小学校と改称。
- 1902年（明治35年） - 高等科を設置し、隅田尋常高等小学校と改称。
- 1923年（大正12年）
  - 9月1日 - 昼に発生した関東大震災により、5教室倒壊、9教室大破する被害が出た。
  - 時期不明 - 隅田尋常夜学校が設立される。
- 1926年（大正15年） - 鉄筋コンクリート2階建及び3階建教室新築。隅田商工補習学校・隅田青年訓練所が設立される。
- 1927年（昭和2年） - 学童増加のため、分教場（隅田第二小学校の前身）を開設。
- 1931年（昭和6年） - 隅田第二尋常小学校開校。
- 1932年（昭和7年）10月1日 - 南葛飾郡の東京市への編入により、東京府東京市隅田尋常小学校と改称。
- 1934年（昭和9年） - 開校50周年記念式典挙行し、校舎落成祝賀会開催。
- 1935年（昭和10年） - 隅田尋常夜学校が隅田第二尋常小学校に移転。隅田青年学校が設立される。
- 1936年（昭和11年） - 向島梅若尋常小学校（梅若小学校の前身）開校。
- 1941年（昭和16年） - 国民学校令により、東京府東京市隅田国民学校と改称。
- 1943年（昭和18年）7月1日 - 東京府と東京市が統合した東京都発足（東京都制施行）により、東京都隅田国民学校と改称。
- 1944年（昭和19年） - 戦局の悪化により、茨城県稲敷郡に児童450名が集団疎開。
- 1945年（昭和20年）
  - 時期不明 - 戦局の悪化により、秋田県鹿角に児童210名が再疎開。
  - 時期不明 - 終戦により、疎開地から帰る。
- 1946年（昭和21年） - 戦争により荒廃した校舎を寄付金（15万円）により復旧。
- 1947年（昭和22年） - 学制改革により、東京都墨田区立隅田小学校と改称。隅田第一中学校（鐘淵中学校の前身）が本校内に開校。
- 1949年（昭和24年） - 鐘淵中学校が隅田小学校の10教室を使って、開校。
- 1953年（昭和28年） - 図書館設置。
- 1961年（昭和36年） - 25mプール完成。
- 1967年（昭和42年） - 小鳥小屋完成。校庭舗装完成。
- 1970年（昭和45年） - 鉄筋体育館落成。
- 1971年（昭和46年） - ローラースケート場完成。
- 1974年（昭和49年） - 開校90年記念事業「いこいの庭」開庭式挙行。
- 1978年（昭和53年） - あわの自然学園での移動教室開始。鉄筋コンクリート4階建て改装、体育館完成。
- 1979年（昭和54年） - 校舎新築と体育館新築の両落成式典挙行。
- 1980年（昭和55年） - 新プール・学校外まわり植樹完成。
- 1985年（昭和60年） - 学校外まわり塀改修、避難通用口設置。
- 1989年（平成元年） - 防球フェンス工事完了。
- 1992年（平成4年） - 校庭改修工事完了し、観察池完成。
- 1993年（平成5年） - 体育館屋根張替え完了。
- 1995年（平成7年） - 昭和19年隅田国民学校卒業証書授与式挙行。
- 1997年（平成9年） - ダイオキシン対策により、焼却炉使用中止。プール塗装・給食室改修・百葉箱設置。
- 1999年（平成11年） - コンピュータ室完成。
- 2004年（平成16年） - コンピュータをノート型に変更。プールフェンス改修。普通教室・図工室・音楽室・体育館改修、普通教室・理科室・図工室・第一会議室冷房化、図書室防音の各工事実施。
- 2005年（平成17年）
  - 時期不明 - ランチルーム完成。メモリアルルーム「温故館」設置。
  - 2月26日 - 閉校式典挙行し、閉校お別れ会開催。
  - 3月31日 - 閉校。
  - 4月1日 - 隅田小学校（旧）と隅田第二小学校が統合し、墨田区立隅田小学校（新）開校。校舎は、旧隅田小学校（墨田5丁目4丁目5号）を仮校舎として使用。
  - 4月6日 - 児童数373人でスタートした。
  - 6月1日 - この日（6月1日）を開校記念日と定めた。
  - 6月18日 - 開校記念式典挙行。校旗・校歌披露。
- 2009年（平成21年）
  - 3月31日 - 隅田小学校仮校舎を（旧隅田小学校校舎）を閉鎖。
  - 4月1日 - 新校舎が現在地へ移転。
  - 4月6日 - 特別支援教室「なかよし」開設。
- 2018年（平成30年）度 - 算数少人数教室工事。
- 2020年（令和2年） - 体育館冷暖房設置。

## 通学区域と進学先中学校
出典

### 通学区域
- 墨田3丁目（10番(7号～13号)、14番(4号～8号)、15番～16番、17番(18号～20号を除く）、18番(18号～19号を除く)、19番～41番）
- 墨田4丁目（1番～59番）
- 墨田5丁目（全域）
- 八広6丁目（1番(2号～7号)）

### 進学先中学校
- 墨田区立桜堤中学校

## アクセス
- 東武鉄道伊勢崎線鐘ヶ淵駅より、
  - 東口（2番線ホーム側）から、徒歩約375m・約6分。
  - 西口（1番線ホーム側）から、徒歩約370m・約6分。
- なお、2番線ホームから、学校敷地はすぐそばだが、駅東口からは、道路と学校正門（校門）との位置関係で、大きく遠回りとなる。

## 周辺
- 東武鉄道伊勢崎線鐘ヶ淵駅 - ただし、駅出入口からは少し離れている。
- 東武鉄道労働組合浅草支部会館 - 敷地が隣接。
- 東武鉄道鐘ヶ淵変電所
- 東京電力パワーグリッド隅田変電所 - 敷地が隣接。
- 墨田区立墨田第二児童遊園
- 東京都道449号新荒川堤防線
- 荒川
  - 荒川四ツ木橋緑地